# 醴陵市人民政府
27°39′07″N 113°30′13″E / 27.652063°N 113.503484°E
醴陵市人民政府（简称醴陵市政府）是中华人民共和国湖南省株洲市醴陵市的行政管理机关。现任市长是刘新华，2021年10月上任。

## 沿革
1985年5月24日，中华人民共和国国务院批准（国函[1985]76号）撤销醴陵县，设立县级醴陵市。

## 历任领导
| 姓名   | 就任日期       | 卸任日期   | 备注  |
| ------ | -------------- | ---------- | ----- |
| 冯建湘 | 2006年6月      | 2010年1月  |       |
| 蒋永清 | 2010年1月      | 2011年12月 |       |
| 蔡周良 | 2012年2月      | 2015年3月  |       |
| 康月林 | 2015年3月      | 2018年12月 | [ 1 ] |
| 董巍   | 2018年12月     | 2020年9月  |       |
| 王利波 | 2021年2月3日   | 2021年5月  | [ 2 ] |
| 刘新华 | 2021年10月27日 |            | [ 3 ] |